# Lilia Nurutdinova
Lilia Foatovna Nurutdinova (ryska: Лилия Фоатовна Нурутдинова), född 15 december 1963, är en sovjetisk före detta friidrottare (medeldistanslöpare).
Nurutdinova tillhörde under början av 1990-talet världseliten på 800 meter och hennes personliga rekord på 1.55,92 noterades i OS-finalen 1992 som hon emellertid förlorade mot nederländskan Ellen van Langen. Året innan kom Nurutdinovas största framgång då hon vann VM-guldet på 800 meter genom att slå kubanskan Ana Fidelia Quirot med endast fem hundradelar. 